# Paradrymonia densa
Paradrymonia densa là một loài thực vật có hoa trong họ Tai voi. Loài này được (C.H. Wright) Wiehler mô tả khoa học đầu tiên năm 1978.